# Cameron Jackson
Cameron Jackson, znany także jako Krystof Nikolas i Jan Strom (ur. 16 lutego 1986 w Děčín) – czeski aktor i reżyser filmów pornograficznych.

## Kariera
Cameron Jackson rozpoczął swoją karierę aktorską w 2004. Od tamtej pory zagrał w ponad czterdziestu filmach pornograficznych, zarówno gejowskich, jak i heteroseksualnych oraz trasseksualnych.
W 2005 otrzymał nagrodę Venus w kategorii „Najlepszy aktor”.
W 2007 w Amsterdamie odebrał statuetkę Erotixxx w kategorii „Najlepszy aktor”, a także Nagrody Europejskich Gejowskich Filmów Pornograficznych (ang. European Gay Porn Awards) w kategoriach „Najlepszy wytrysk” oraz „Najlepszy aktor” (obie za występ w filmie Hard Riders). W tym samym roku zakończył swoją karierę aktorską oraz przeprowadził się do Amsterdamu, gdzie został asystentem magazynowym w siedzibie studia filmów pornograficznych Staxus.

## Nagrody
| Rok  | Nagroda                  | Kategoria         | Film               |
| ---- | ------------------------ | ----------------- | ------------------ |
| 2005 | Erotixxx Award (Berlin)  | Najlepszy aktor   | –                  |
| 2007 | European Gay Porn Awards | Najlepszy wytrysk | Hard Riders (2006) |
| 2007 | European Gay Porn Awards | Najlepszy aktor   | Hard Riders (2006) |